# Herman Kortekaas
Herman Kortekaas (Amsterdam, 24 juli 1930) is een Nederlands acteur, komiek en clown. Hij is vooral bekend door zijn rol als Kokki in de kindertelevisieserie Peppi en Kokki en als Jopie in Zeg 'ns Aaa.

## Loopbaan
Kortekaas wilde als kind al clown worden en begon in 1946 zijn artiestencarrière als clown in circus Renz. Van 1949 tot 1956 vormde hij samen met Ab Smit het muzikaal-komische duo The Merry Singers. In 1956 ging Smit samenwerken met Piet Bambergen.
Kortekaas vervolgde zijn circuscarrière als clown door samen met Gerard van Essen gestalte te geven aan het clownsduo De Kamé's (letterwoord van "komische, acrobatische, muzikale excentrieken"). Het was een populaire act, waarmee ze ook in het buitenland optraden. Onder andere voor Nederlandse emigranten.  
Naast De Kamé’s traden Van Essen en Kortekaas ook op als clownsduo Pipo en Koko. Vanwege de populaire televisieclown Pipo veranderden zij hun naam in Peppi en Kokki. Later waren het ook geen clowns meer, maar matrozen.
Peppi en Kokki werden mateloos populair in de jaren '70 toen zij op televisie verschenen. Dat leidde tot veel optredens en schnabbels in het land. Vanaf juni 1978 kon Kortekaas een periode niet werken als gevolg van een niet te opereren hernia. In februari 1979 ging hij weer aan het werk.  Niet veel later stopte Kortekaas met zijn rol als Kokki. Volgens Gerard van Essen was dat omdat Kortekaas meer tijd voor zijn gezin wilde en omdat er in Nederland te weinig waardering is voor het clownsvak. 
Kortekaas werd door vakgenoten geprezen om zijn kwaliteiten als clown en entertainer. Het Limburgsch Dagblad schreef in 1971 naar aanleiding van een radioprogramma met en over bekende Nederlandse clowns: “Het merendeel van de geïnterviewden vindt verder Herman Kortekaas van de Kamé’s de enige Nederlandse clown van wereldformaat.” Van Essen (Peppi) zei over Kortekaas in een interview (1967): “Als die bezig is. Da’s een geweldige clown. Die is tien keer beter dan ik.”
Later trok Kortekaas zijn clownspak toch weer aan. Midden jaren 80 vormde hij met Henk de Vries het duo Koko en Enrico in het educatieve kinderprogramma Het Tel- en Taalverhaal van SchoolTV. In de jaren '90 was hij met clown Ottello (Otto Feenstra) het duo Koko en Otto. Het duo ging na acht jaar door onenigheid uit elkaar. 
Kortekaas was ook op televisie te zien in andere rollen dan die van clown. Vanaf 1984 speelde hij Jopie in de populaire komedieserie Zeg 'ns Aaa. In 1989 speelde hij in de serie Rust roest. In Baantjer was hij in seizoen twee en drie te zien als barman Smalle Lowietje.

## Privé
Herman Kortekaas is geboren in de Amsterdamse Jordaan. Hij is getrouwd en heeft twee zoons (geboren in 1966, een tweeling).

## Filmografie

### Film
- Peppi en Kokki bij de marine (1976), als Kokki
- Te gek om los te lopen (1981), als Henk
- Ciske de Rat (1984), als De Haan
- Op hoop van zegen (1986), als Jelle

### Televisieseries
- Peppi en Kokki (1972-1978), als Kokki
- Het Tel- en Taalverhaal (1982,1985) als Clown Koko
- Zeg 'ns Aaa (1984-1993), als Jopie Schellenduin
- Rust roest (1989), als Alfred Olie
- Oppassen!!! (afl. Opgeruimd staat netjes, 1995), als Jopie Schellenduin
- Baantjer (1996-1998), als Lowietje